# 自動音声応答装置
自動音声応答装置（じどうおんせいおうとうそうち、自動応答装置、音声自動応答装置、Interactive Voice Response, IVR）は、主に電話の応答と音声による情報の入出力や対話をコンピュータにて行う装置のことを指す。IVRシステムでは、事前に録音された音声、又は動的に生成された音声を使用して応答し、ユーザーに続行方法を指示することができる。モバイル上の購入、バンキングサービスや支払い、小売発注、光熱費、旅行情報、気象情報などにも使用できる。

## 技術
自動音声応答装置は、発信者の必要事項を特定することでコールセンター業務に代わって対応することができる。発信者はIVRの指示に従いアカウント番号等の情報を提供し、通常、セキュリティー目的でアカウント番号が発信者番号と照合される。発信者番号がアカウント情報と一致しない場合、IVRによって更なる情報を要求される。

## 用途

### バンキング
金融機関は、顧客エンゲージメント及び、営業時間を年中無休に拡大するためにIVRシステムが必要不可欠である。テレホンバンキングでは顧客が残高、取引履歴を確認したり、支払いや振込を行ったりすることができる。オンラインチャネルが取り上げられて以来、バンキングの顧客満足度が低下した。

### 医療
IVRシステムは、製薬会社や開発業務受託機関が臨床試験を実施したり、その大量データを管理したりするのにも使用されている。発信者は希望言語で質問に回答し、回答はデータベースに記録される。同時に信憑性を検証するために録音されることもある。

### 宿泊施設
国内外でAIスピーカーを採用する宿泊施設が増えている。この音声応答サービス（AIスピーカー）の導入により、多言語での旅行者へのオーダー対応や案内業務の多くを不要とし、施設側の負担を大きく軽減し、収益性改善、雇用を守りながらワークライフバランスの向上、収益性改善による従業員の賃金改善なども期待できる。

### アンケート調査
最大のIVRプラットフォームでは、ポップアイドルやビッグブラザー等のテレビ番組で電話投票に使用されているものもあり、受信スパイクが発生することもある。IVRは調査機関に使用されることもあり、答えにくい質問に対し回答者に与える不快感を低減するため、人を介さない対話を可能にする。